# Crimson and Clover
"Crimson and Clover" is een nummer uit 1968 van de Amerikaanse psychedelische rockband Tommy James and the Shondells.  Het lied is geschreven door frontman Tommy James en drummer Peter Lucia en werd de succesvolste single van de groep.

## Achtergrond
Na de release van "Mony Mony" wilde Tommy James de stijl van de groep veranderen en begon hij zijn eigen materiaal te produceren. James zei destijds dat dit uit "noodzaak en ambitie" was, omdat hij van singles naar albums wilde overstappen. Bo Gentry en Ritchie Cordell, die tot dan toe de muziek voor de groep gemaakt hadden, werden aan de kant gezet. James kreeg de volledige artistieke controle van Roulette Records.
De titel, "Crimson and Clover", werd gekozen voordat nog een not muziek geschreven was. De combinatie verwijst naar James favoriete kleur karmozijnrood (crimson) en zijn favoriete bloem klaver (clover).  Een nummer met deze titel werd geschreven door Tommy James met bassist Mike Vale, maar niet uitgebracht. Zijn volgende samenwerking met drummer Peter Lucia was succesvoller. Tijdens de productie van het nummer wilde Roulette Records een nieuwe single uitbrengen, dus stemde de groep ermee in om "Do Something to Me" uit te brengen om tijd te winnen om het nummer af te maken.
"Crimson and Clover" werd eind 1968 in ongeveer vijf uur opgenomen en is een van de eerste nummers opgenomen op 16-sporenapparatuur. Tommy James speelde de meeste instrumenten, terwijl Mike Vale bas speelde en Peter Lucia drums speelde. Het nummer bevat een tremolo- effect op de gitaar, zo ingesteld dat het trilt in de maat van het ritme van het nummer. Tegen het einde van de opname had de band een idee om het tremolo-effect met zang te gebruiken. Om dit te bereiken werd de stemmicrofoon aangesloten op een gitaarversterker met de tremolo ingeschakeld, en de uitvoer van de versterker werd opgenomen terwijl James "Crimson and clover, over and over" zong.
"Crimson and Clover" werd in november 1968 uitgebracht en kwam enkele weken later de Billboard Hot 100 binnen, waar het zestien weken verbleef. Na een optreden in The Ed Sullivan Show op 26 januari 1969 steeg de single naar de eerste plek. De single behaalde ook de eerste plek in Canada, West-Duitsland, Nieuw-Zeeland, Singapore, Zuid-Afrika en Zwitserland. In de Nederlandse Top 40 en Vlaamse Ultratop 50 werd de derde plek behaald. Het nummer kwam niet in de Britse hitlijst.

## Coverversies
Joan Jett and the Blackhearts, de band van frontvrouw Joan Jett, coverden de single voor hun debuutalbum uit 1981. Deze versie behaalde de zevende plek in de Amerikaanse hitlijst, en behaalde ook de top 20 in Australië, Canada, Duitsland en Zwitserland. 
In 1969 namens Gionchetta en Michele and the Michelangeli onafhankelijk van elkaar een Italiaanse cover van het nummer op, die alleen in Italië airplay wist te behalen.

## NPO Radio 2 Top 2000
| Nummer met noteringen in de NPO Radio 2 Top 2000 | '99  | '00  | '01  | '02  |
| ------------------------------------------------ | ---- | ---- | ---- | ---- |
| Crimson and Clover                               | 1395 | 1927 | 1653 | 1867 |

1. ↑  Een vetgedrukt getal geeft de hoogste notering aan.
2. ↑  Deze tabel is bijgewerkt tot en met de laatste editie (2024).